# Sadasivpet
Sadasivpet (o Sadaseopet) è una suddivisione dell'India, classificata come municipality, di 35.475 abitanti, situata nel distretto di Medak, nello stato federato del Telangana. In base al numero di abitanti la città rientra nella classe III (da 20.000 a 49.999 persone).

## Geografia fisica
La città è situata a 17° 37' 0 N e 77° 57' 0 E e ha un'altitudine di 534 m s.l.m.

## Società

### Evoluzione demografica
Al censimento del 2001 la popolazione di Sadasivpet assommava a 35.475 persone, delle quali 18.171 maschi e 17.304 femmine. I bambini di età inferiore o uguale ai sei anni assommavano a 5.428, dei quali 2.773 maschi e 2.655 femmine. Infine, coloro che erano in grado di saper almeno leggere e scrivere erano 22.190, dei quali 12.924 maschi e 9.266 femmine.